# ИС-3
ИС-3 (Объект 703) — советский тяжёлый танк разработки периода Великой Отечественной войны, запущенный в серийное производство в последние её дни и не успевший принять участие в боях. Поэтому эту боевую машину чаще считают одним из первых послевоенных советских танков.
Аббревиатура ИС означает «Иосиф Сталин» — официальное название серий советских тяжёлых танков выпуска 1943—1953 годов. Индекс 3 соответствует третьей серийной модели танка этого семейства. Из-за характерной формы верхней лобовой части корпуса получил прозвище «Щука».

## История создания и производства
Создание проекта нового тяжёлого танка под условным названием «Кировец-1» началось в конце лета 1944 года. Первая опытная партия тяжёлых танков ИС-3 покинула заводские цехи в мае 1945 года. Пушка снабжалась двухкамерным дульным тормозом и горизонтальным клиновым затвором с полуавтоматикой механического типа. Скорострельность 2—3 выстр/мин. Боекомплект пушки состоял из 28 выстрелов раздельного заряжания, в том числе 18 с осколочно-фугасными снарядами и 10 с бронебойными. На крыше башни, на турели находился зенитный 12,7-мм пулемёт ДШК. Запас хода — 340 км. Танк ИС-3 находился в серийном производстве до середины 1946 года (в 1945 году какое-то время вместе с ИС-2). ИС-3 поступали на вооружение тяжёлых танкосамоходных полков Советской армии.
При разработке проекта танка ИС-3 были учтены выводы комиссии, которая исследовала во фронтовых условиях боевые повреждения, полученные танками в ходе Курской битвы. Обращало на себя внимание массовое поражение лобовых элементов корпуса и башни. Поэтому было принято решение проработать на базе танка ИС-2 новую конструкцию башни и корпуса для придания им обтекаемой формы и резко дифференцировать броневую защиту. В результате конструкторских работ наклон сваренных листов, особенно в передней части корпуса, был доведён до максимально возможного. Толстые 110-мм плиты лобовой брони располагались так, что образовывалась трёхскатная, конусообразная, вытянутая вперёд носовая часть, получившая название «щучий нос». Люк разместили в крыше над водителем, чего не было в танках ИС-1 и ИС-2. Отпала необходимость в сквозной смотровой щели в лобовой броне перед механиком-водителем — её заменили перископические смотровые приборы. Новые конструктивные формы брони обеспечили лучшую противоснарядную защиту.
Новая, приплюснутая, конструкция литой башни впоследствии использовалась также на объектах ИС-7 и Т-10, обеспечивала лучшую снарядостойкость по сравнению с предыдущими вариантами башен советских танков, и показала устойчивость к опрокидыванию при прохождении ударной волны ядерного взрыва тактического боеприпаса.
В феврале — марте 1945 года были построены 10 танков установочной серии — № 1 — 10 (серийные № 703-67001 — 703-67010).
| Производство танков ИС-3 на заводе ЧТЗ | Производство танков ИС-3 на заводе ЧТЗ | Производство танков ИС-3 на заводе ЧТЗ | Производство танков ИС-3 на заводе ЧТЗ | Производство танков ИС-3 на заводе ЧТЗ | Производство танков ИС-3 на заводе ЧТЗ |
|                                        | 1945                                   | 1945                                   | 1945                                   | 1946                                   | 1946                                   |
|                                        | План                                   | Сдано                                  | Примечания*                            | План                                   | Сдано                                  |
| -------------------------------------- | -------------------------------------- | -------------------------------------- | -------------------------------------- | -------------------------------------- | -------------------------------------- |
| Январь                                 |                                        |                                        |                                        | 100                                    | 100                                    |
| Февраль                                |                                        |                                        |                                        | 100                                    | 120                                    |
| Март                                   |                                        |                                        |                                        | 100                                    | 130                                    |
| Апрель                                 | 25                                     |                                        | Сданы в мае                            | 100                                    | 60                                     |
| Май                                    | 100                                    | 125                                    |                                        | 100                                    | 90                                     |
| Июнь                                   | 250                                    | 140                                    | 110 сданы в начале июля                | 100                                    | 75                                     |
| Июль                                   | 250                                    | 291                                    | 69 сданы в начале августа              |                                        | 25                                     |
| Август                                 | 250                                    | 264                                    | 55 сданы в начале сентября             |                                        |                                        |
| Сентябрь                               | 230                                    | 215                                    | 70 сданы в начале октября              |                                        |                                        |
| Октябрь                                | 200                                    | 270                                    |                                        |                                        |                                        |
| Ноябрь                                 | 200                                    | 125                                    | 75 сданы в начале декабря              |                                        |                                        |
| Декабрь                                | 200                                    | 275                                    |                                        |                                        |                                        |
| Итого                                  | 1705                                   | 1705                                   |                                        | 600                                    | 600                                    |
| Составлено по документам ЦАМО          |                                        |                                        |                                        |                                        |                                        |

*Несмотря на то, что завод стремился полностью выполнять месячные планы, в первый год производства ему это не удавалось. Выпускаемые танки требовали исправления дефектов, которые массово выявлялись в ходе сдачи и эксплуатации. Поэтому военная приемка допускала принятие не сданных к концу учетного месяца машин к 4 — 6 числа следующего месяца.

## Модификации
- ИС-3К — командирская версия танка ИС-3, оборудованная дополнительной радиостанцией Р-112 и зарядным устройством АБ-1-П/30.
- ИС-3М — модернизированная версия ИС-3.
- ИС-3МК — командирская версия танка ИС-3М с таким же, как на ИС-3К, оборудованием.

## Описание конструкции
ИС-3 имел классическую компоновку, с расположением моторно-трансмиссионного отделения в кормовой части, отделения управления — в лобовой, а боевого — в средней. Экипаж танка состоял из четырёх человек: механика-водителя, наводчика, заряжающего и командира.

### Броневой корпус и башня
ИС-3 имел мощную и сильно дифференцированную броневую защиту (для своего времени на 1945 год), расположенную под оптимальными углами наклона и рассчитанную, в первую очередь, на защиту от огня наиболее мощных современных танковых и противотанковых орудий в лобовой плоскости и от огня большинства танковых и противотанковых орудий — в первую очередь от немецких 88-мм нарезных танковых пушек 8.8 cm KwK 43 и 7,5 cm KwK 42, и при этом обеспечивала фактически полную защищённость от наиболее распространённых буксируемых 75-мм противотанковых пушек Pak 40.
Броневой корпус танка собирался при помощи сварки из катаных листов гомогенной броневой стали толщиной 20, 30, 60, 90 и 110 мм. Лобовое бронирование танка выполнялось из бронеплит толщиной 110 мм по схеме, известной как «щучий нос», и состояло из двух сходившихся клином левой и правой верхних плит, расположенных под наклоном 56° к вертикали и с подворотом 43°, нижней плиты, расположенной под углом 63°, и крыши отделения управления, расположенной под наклоном 73°. Каждый из бортов корпуса состоял из двух бронеплит толщиной 90 мм: верхней, расположенной под углом 60° и образовывавшей бортовую нишу, и вертикальной нижней. Помимо этого, верхняя часть бортов прикрывалась 30-мм экранами, расположенными под углом 30°, вместе с небронированными надгусеничными полками, образовывавшими дополнительные бортовые ниши, доступ к которым осуществлялся снаружи танка. Кормовая часть собиралась из 60-мм бронеплит: нижней, расположенной под углом 41°, и нескольких верхних, имевших наклон 48°. Крыша корпуса выполнялась из нескольких 20-мм бронелистов. Днище корпуса, плоское в районе трансмиссионного отделения и «корытообразное» в остальной части корпуса, было штампованным и также изготавливалось из 20-мм бронелиста.
Башня ИС-3 представляла собой цельную фасонную отливку из гомогенной броневой стали и имела близкую к приплюснутой полусферической форму, каплевидную в плане. Толщина стенок башни в бортах и корме колебалась от 220 мм в нижней части до 110 мм в верхней, в лобовой же части она доходила до 255 мм. В целом углы наклона, составлявшие от −8° до 35°, были подобраны таким образом, чтобы в любой точке стенок башни их горизонтальная толщина составляла не менее 160 мм. В лобовой части башни имелись амбразуры для орудия и спаренного пулемёта, прикрывавшиеся закреплённой на стволе пушки литой бронемаской, толщина которой достигала 250 мм.

### Вооружение
Основным вооружением ИС-3 являлась 122-мм нарезная танковая пушка Д-25Т образца 1943 года, имевшая длину ствола 48 калибров / 5852 мм и начальную скорость бронебойного снаряда 800 м/с. Пушка Д-25Т имела горизонтальный клиновый затвор с полуавтоматикой механического типа, электромагнитный и механический спуски. Противооткатные устройства пушки состояли из гидравлического тормоза отката и гидропневматического накатника, располагавшихся над стволом орудия слева и справа, соответственно. Орудие устанавливалось в лобовой части башни на цапфах в спаренной с пулемётом установке, позволявшей её наведение в вертикальной плоскости при помощи механизма секторного типа в пределах от −5 до +20°.
Наведение спаренной установки на цель осуществлялось при помощи телескопического шарнирного прицела ТШ-17, имевшего увеличение 4× и поле зрения 15°. Помимо этого, для стрельбы с закрытых позиций пушка была оборудована боковым уровнем и указателем азимута.
Боекомплект пушки состоял из 28 выстрелов раздельно-гильзового заряжания с бронебойными и осколочно-фугасными пушечными стальными длинными гранатами. Из снарядов 25 размещались в лотковых укладках по бортам башни, ещё 3 находились на подставках в боевом отделении. Из гильз по 6 размещались в укладках по обеим сторонам от водителя, по 4 размещались на верхних листах подкрылков корпуса, 5 находились в укладке на полу боевого отделения, остальные размещались в хомутковых укладках: две — на перегородке моторного отделения и ещё одна — на правом борту корпуса. Поскольку осколочно-фугасные снаряды отличались бо́льшими размерами, в 11 из мест боеукладки могли размещаться только бронебойные снаряды.
| Боеприпасы пушки Д-25Т     |                                                                                  |               |                                                       |                   |              |                  |                       |                                                |                            |
| Марка выстрела             | Тип снаряда                                                                      | Марка снаряда | Масса выстрела, совместно 25 кг снаряд + 15 кг гильза | Масса снаряда, кг | Масса ВВ, кг | Марка взрывателя | Дульная скорость, м/с | Дальность прямого выстрела по цели высотой 2 м | Год принятия на вооружение |
| Бронебойные снаряды        |                                                                                  |               |                                                       |                   |              |                  |                       |                                                |                            |
| 53-ВБР-471Б                | бронебойный тупоголовый с баллистическим наконечником, трассирующий              | БР-471Б       | 40                                                    | 25,0              | 0,156        | МД-8 или ДБР     | 781                   | 1000                                           |                            |
| 53-ВБР-471                 | бронебойный остроголовый, трассирующий                                           | БР-471        | 40                                                    | 25,0              | 0,156        | МД-8             | 781                   | 1000                                           |                            |
| 53-ВБР-471Д                | бронебойный остроголовый с защитным и баллистическим наконечниками, трассирующий | БР-471Д       | 40                                                    |                   |              |                  | 781                   | 900                                            | послевоенный период        |
| Осколочно-фугасные снаряды |                                                                                  |               |                                                       |                   |              |                  |                       |                                                |                            |
| 53-ВОФ-471                 | пушечный стальной осколочно-фугасный цельнокорпусный                             | ОФ-471        | 40                                                    | 25,0              | 3,6          | РГМ или РГМ-6    | 781                   |                                                |                            |
| 53-ВОФ-471Н                | пушечный стальной осколочно-фугасный с привинтной головкой                       | ОФ-471Н       | 40                                                    | 25,0              | 3,8          | РГМ или РГМ-6    | 781                   |                                                |                            |
| Осветительные снаряды      |                                                                                  |               |                                                       |                   |              |                  |                       |                                                |                            |
| ВС29                       | осветительный                                                                    | 3С4           |                                                       |                   |              | Т-90             |                       |                                                |                            |
| ВС-30                      | осветительный                                                                    | С-463Ж        |                                                       |                   |              | Т-7              |                       |                                                |                            |
| Практические снаряды       |                                                                                  |               |                                                       |                   |              |                  |                       |                                                |                            |
| ВПБР-471                   | практический сплошной, трассирующий                                              | ПБР-471       |                                                       |                   | —            | —                |                       |                                                |                            |

| Таблица бронепробиваемости для Д-25Т |     |     |     |      |      |      |      |
| Снаряд \ Расстояние, м | 100 | 300 | 500 | 1000 | 1500 | 2000 | 3000 |
| БР-471Б |     |     |     |      |      |      |      |
| (угол встречи 90°) | 165 | 160 | 155 | 145  | 135  | 125  | 105  |
| (угол встречи 60°) | 135 | 131 | 125 | 120  | 110  | 100  | 85   |
| БР-471 |     |     |     |      |      |      |      |
| (угол встречи 90°) | 164 | 157 | 150 | 130  | 115  | 100  | 75   |
| (угол встречи 60°) | 134 | 128 | 120 | 105  | 95   | 80   | 60   |
| БР-471Д |     |     |     |      |      |      |      |
| (угол встречи 90°) |     |     | 185 | 170  | 155  | 145  | 125  |
| (угол встречи 60°) |     |     | 150 | 140  | 125  | 115  | 95   |
| Следует помнить, что в разное время и в разных странах используются различные методики определения бронепробиваемости. Как следствие, прямое сравнение с аналогичными данными других орудий бывает затруднено. |     |     |     |      |      |      |      |

В спаренной с пушкой установке размещался 7,62-мм пулемёт ДТМ. Боекомплект пулемёта составлял 2000 патронов: 1200 — с лёгкой пулей, 200 — с бронебойно-зажигательной и 600 — с трассирующей. Из них 756 патронов в 12 дисковых магазинах по 63 патрона, остальные 1244 хранились в штатной укупорке не снаряжёнными в магазины.
На крыше башни, на кольцевой турельной установке, размещался 12,7-мм зенитный крупнокалиберный пулемёт ДШК или ДШКМ, имевший круговой обстрел при углах вертикальной наводки от −4 до +84°. Пулемёт снабжался коллиматорным прицелом К-8Т, рассчитанным на огонь по воздушным целям, двигавшимся со скоростью до 400 км/ч на высоте до 400 м. Также пулемёт мог использоваться и для стрельбы по наземным целям, однако его использование было сопряжено со значительным риском для стрелка, который должен был для этого по пояс подняться из люка из-под защиты брони. В походном положении пулемёт демонтировался с турели и закреплялся на правом борту башни. Боекомплект пулемёта составлял 300 патронов в 6 лентах по 50 штук. Из этого числа 225 патронов были снаряжены бронебойно-зажигательными пулями Б-32, а 75 — бронебойно-зажигательными трассирующими БЗТ. Так же в боевом отделении для экипажа размещались 25 оборонительных гранат Ф-1 или наступательных РГ-42 и два 7,62-мм пистолета-пулемёта ППС-43 и 1000 патронов к ним.

### Средства наблюдения и связи

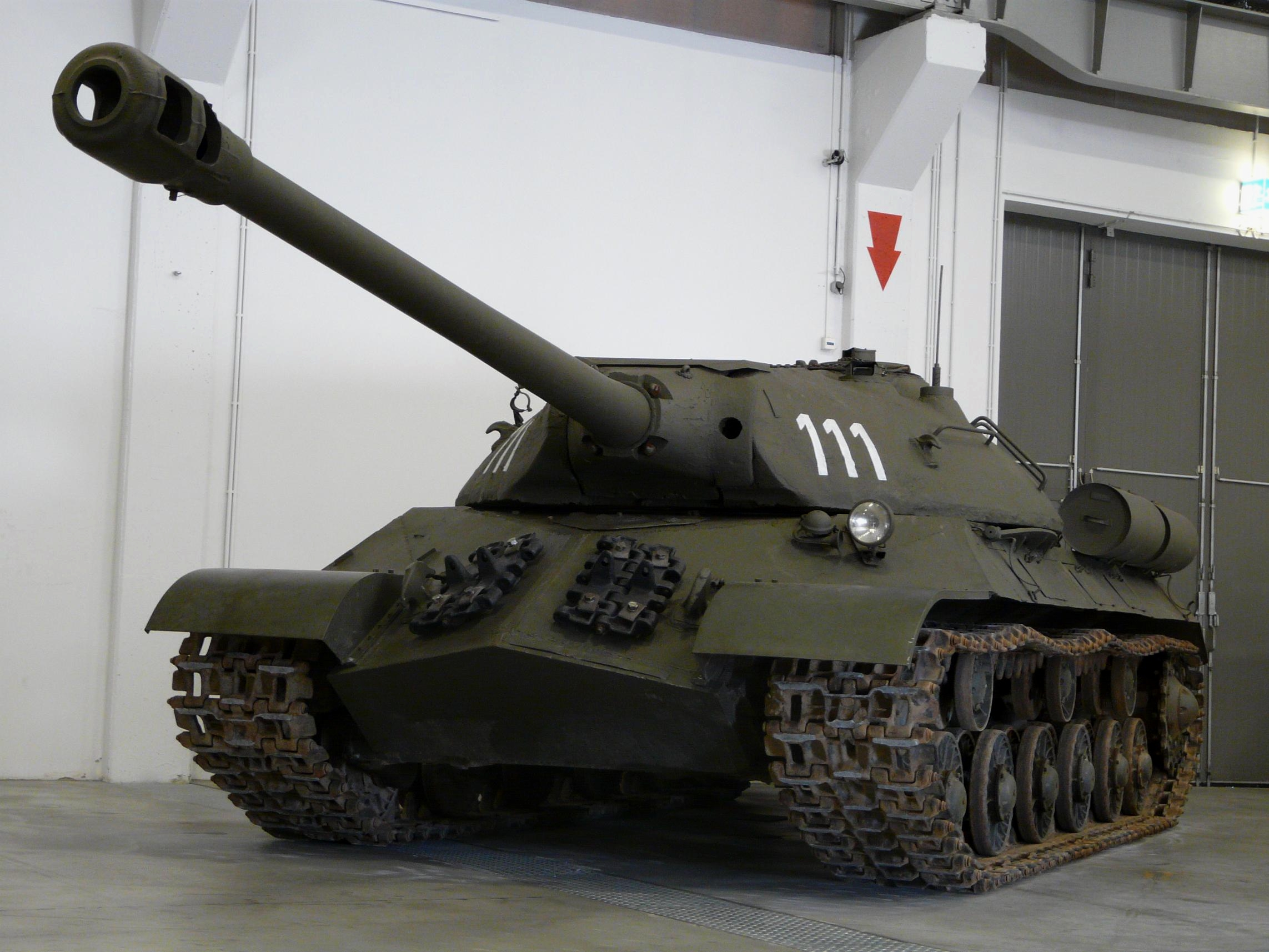
ИС-3 в Военно-историческом музее Дрездена.

Механик-водитель в небоевых условиях осуществлял наблюдение за местностью из своего люка, в бою же он пользовался перископическим смотровым прибором МК-4 — копией британского Mk.IV, дававшим круговой обзор. Прибор был выполнен легкосъёмным и перед открытием крышки люка механика-водителя его необходимо было снять. На танках, модернизированных до стандарта ИС-3М, имелся также пассивный прибор ночного видения ТВН-1, который мог устанавливаться на место МК-4 или на отдельной стойке при вождении с открытым люком. Конструкция смотрового прибора механика-водителя была также изменена, устраняя ненужный с места водителя круговой обзор. Командир танка, наводчик и заряжающий также имели по одному прибору МК-4, которые размещались на крыше башни. При модернизации до стандарта ИС-3М, командирский МК-4 заменялся на более приспособленный для этой цели бинокулярный прибор ТПК-1, обеспечивавший 1× или 5× увеличение.
Для внешней связи на ИС-3 имелась симплексная телефонно-телеграфная радиостанция 10РК-26, размещавшаяся в башне танка слева от пушки и оборудовавшаяся штыревой антенной длиной от 1 до 4 м. 10РК-26 обеспечивала связь в телефонном режиме на дальность до 35—40 км с места и 20—25 км на ходу. Для внутренней связи на танке устанавливалось телефонное танковое переговорное устройство ТПУ-4-бис-Ф на всех членов экипажа, соединённое с радиостанцией.

### Двигатель и трансмиссия
На ИС-3 устанавливался V-образный 12-цилиндровый четырёхтактный дизельный двигатель жидкостного охлаждения модели В-11-ИС-3, развивавший мощность 520 л. с. Система питания двигателя включала четыре топливных бака общей ёмкостью 425 л, расположенных в моторном отделении по бокам от двигателя и во внутренних надгусеничных нишах, а также четыре внешних цилиндрических топливных бака, размещённых на крыше моторного отделения, ёмкостью по 90 л топлива. Система охлаждения двигателя состояла из двух пластинчато-трубчатых радиаторов, расположенных полукругом над главным фрикционом, на валу которого крепились и вентиляторы. Для облегчения пуска в холодное время года двигатель оснащался устройством подогрева.
В состав трансмиссии ИС-3 входили:
- многодисковый главный фрикцион сухого трения (сталь по феродо) с сервоприводом;
- механическая четырёхходовая четырёхступенчатая коробка передач с понижающей передачей;
- два бортовых механизма поворота, состоявшие из планетарного ряда, остановочных барабанов, многодискового фрикциона сухого трения (сталь по стали) и ленточного тормоза;
- две планетарные бортовые передачи.

### Ходовая часть
Ходовая часть ИС-3 с каждого борта состояла из ведущего колеса, ленивца, шести сдвоенных литых необрезиненных опорных катков диаметром 550 мм и трёх сдвоенных обрезиненных литых поддерживающих катков диаметром 385 мм. Подвеска опорных катков — индивидуальная, торсионная, без амортизаторов.
Гусеница ИС-3 — шириной 650 мм, стальная, мелкозвенчатая, цевочного зацепления, с открытым металлическим шарниром. Гусеница каждого борта состояла из 86 траков, поначалу — из 43 гребневых и 43 плоских, но с 1947 года гусеницы танка стали собираться только из гребневых траков.

## Машины на базе ИС-3
- ИСУ-152 образца 1945 года (Объект 704; не следует путать с ИСУ-152 образца 1944 года, созданной на базе ИС-2) — опытная САУ, со 152-мм гаубицей-пушкой МЛ-20СМ в качестве основного вооружения. Выпущен 1 опытный образец.

## Использовался
- СССР
- Египет — 50 единиц ИС-3 поставлены из СССР в период с 1955 по 1956 год[12], 60 единиц ИС-3М поставлены из СССР в период с 1962 по 1967 год[12]
- Израиль — трофейные египетские, захваченные в ходе Шестидневной войны, использовались до начала 70-х годов, а также во время Войны Судного дня.
- Ирак — 25 единиц ИС-3 поставлены из СССР в период с 1959 по 1961 год[12]
- Китай — 200 единиц ИС-3 поставлены из СССР в период с 1955 по 1958 год[12]
- КНДР — В 60-е годы в двух танковых дивизиях имелось по одному полку тяжёлых танков.
- Польша — 2 танка.
- Сирия — 35 единиц ИС-3 поставлены из СССР в период с 1959 по 1960 год[12]
- Чехословакия — 1 танк.

## Эксплуатация и боевое применение

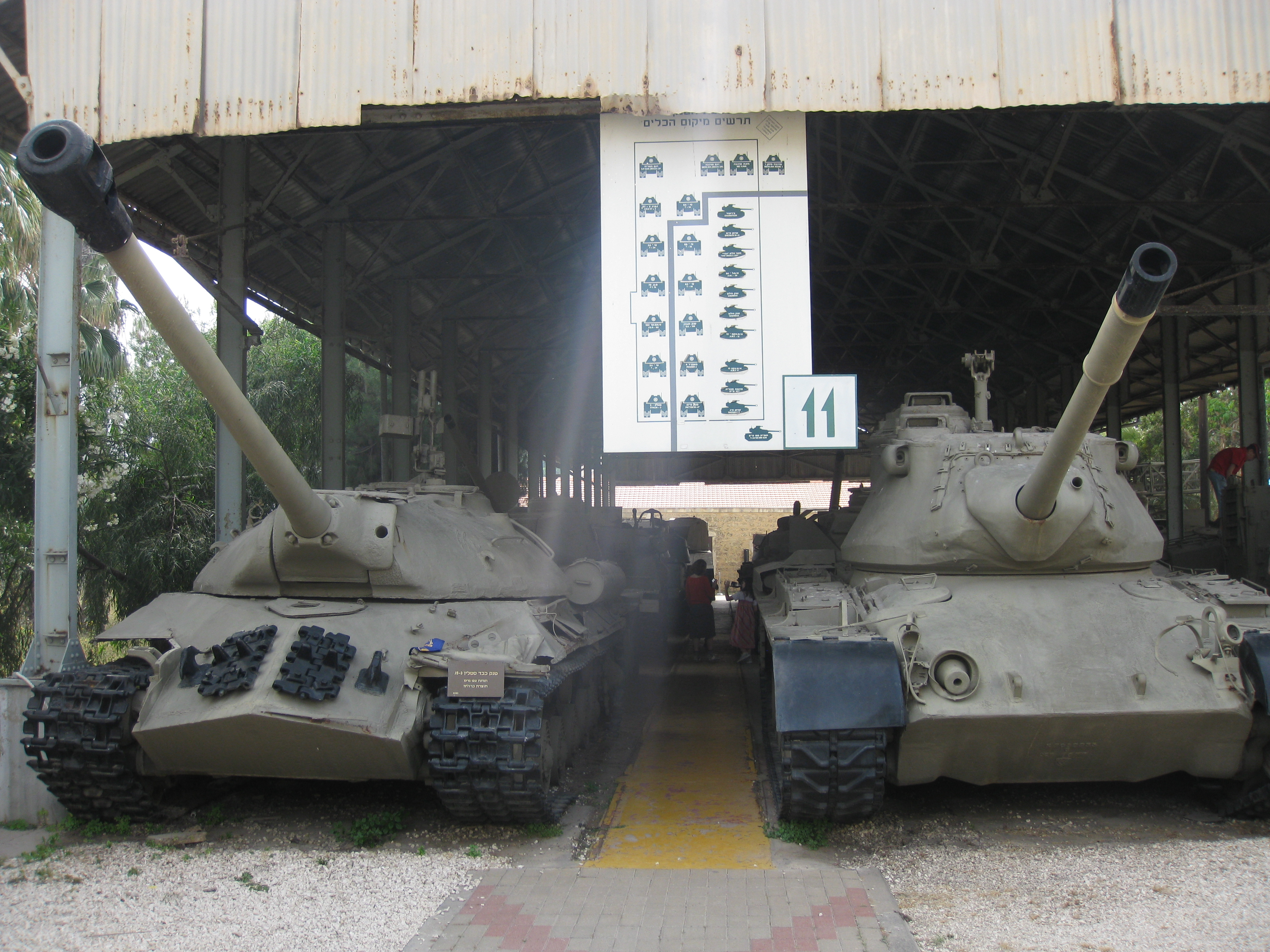
ИС-3М и M-47 в израильском Музее Армии обороны Израиля.

### Советская армия
Вопреки расхожему мнению, встречающемуся в устаревших источниках, танки ИС-3 не применялись в боевых действиях Второй мировой войны (первые 207 танков были отправлены с завода в войска только в июне 1945 года), но именно эти боевые машины в количестве 52 штук 7 сентября 1945 года приняли участие в Берлинском параде союзных войск в честь победы во Второй мировой войне в составе частей Рабоче-крестьянской Красной армии, где произвели сильное впечатление на западных союзников СССР по антигитлеровской коалиции.
Существует также мнение, что ИС-3 могли использоваться во время боевых действий против Японии в августе 1945 года в рамках боевых испытаний.
ИС-3 использовались при подавлении Венгерского восстания 1956 года. Потери машин были единичные. Венгерские события стали единственным эпизодом участия ИС-3 в боевых действиях в составе ВС СССР.
В 1980-е годы ИС-3 использовался в запасных танковых дивизиях в Забайкальском военном округе. В частности 80-я запасная танковая дивизия ЗабВО имела на вооружении 270 танков ИС-3М.

### Другие страны
ИС-3 практически не поставлялись союзникам СССР по Варшавскому договору. Два танка были в 1946 году переданы Польше для ознакомления с конструкцией машины и подготовки инструкторов. Впоследствии танки использовались на парадах и в качестве учебных вплоть до 1970-х годов. Ещё один танк был в 1950 году передан Чехословакии.
Наибольшее же количество ИС-3 было поставлено в Египет, получивший в общей сложности 100 машин как базовой модификации, так и ИС-3М. Первые из них поступили в конце 1950-х годов, основная же часть танков была поставлена в 1962—1967 годах.
В составе египетской армии ИС-3 применялись в ходе Шестидневной войны 1967 года. Значительных успехов в ходе той войны ИС-3 не достигли, находясь, как правило, в руках малообученных экипажей и действуя в условиях высокоманёвренной войны против более подвижных и в целом современных танков противника, обладавшим вдобавок более высоким темпом огня, такими как «Центурион» или M48, хотя несколько последних ИС-3 всё же удалось подбить. В бою у Рафаха 5 июня батальон израильских M48 подбил 15 ИС-3, и ещё два позднее у Кафр-Шан. При отступлении же египетские войска попросту бросили свои танки, включая ИС-3. По данным израильского историка Маора Леви, египтяне в ходе войны потеряли 19 танков ИС-3М. По заявлениям Михаила Барятинского, египтяне в той войне потеряли 72 танка этого типа, больше половины из которых было брошено в исправном состоянии. Встречаются и другие оценки потерь ИС-3, например, в одном из американских источников указано, что в ходе войны было подбито лишь 16 танков ИС-3, ещё 30 машин были брошены экипажами в исправном состоянии.
К Войне Судного дня 1973 года в египетской армии ещё оставался один полк, укомплектованный ИС-3, но сведений об участии его в той войне нет. Некоторое количество подбитых или брошенных египтянами в 1967 году машин было захвачено Армией обороны Израиля и эксплуатировалось в составе собственных бронетанковых сил до начала 1970-х годов как в качестве боевых машин, так и танковых тягачей. Часть танков при этом получила вместо изношенных собственных двигателей дизели В-54, снятые с танков Т-54/55, часто при этом переносилась и крыша моторно-трансмиссионного отделения. В боевых действиях в качестве танков ИС-3 израильтянами не применялись, но несколько машин с демонтированными двигателем и трансмиссией, на месте которых размещались дополнительные боеприпасы, использовались в 1969—1970 годах в ходе Войны на истощение в качестве неподвижных огневых точек, причём два из них после израсходования боеприпасов были вновь захвачены египетскими войсками.
Значительное количество ИС-3 было передано КНДР, в 1960-х годах на вооружении Корейской народной армии имелось по меньшей мере два полка, вооружённых ими.

### XXI век

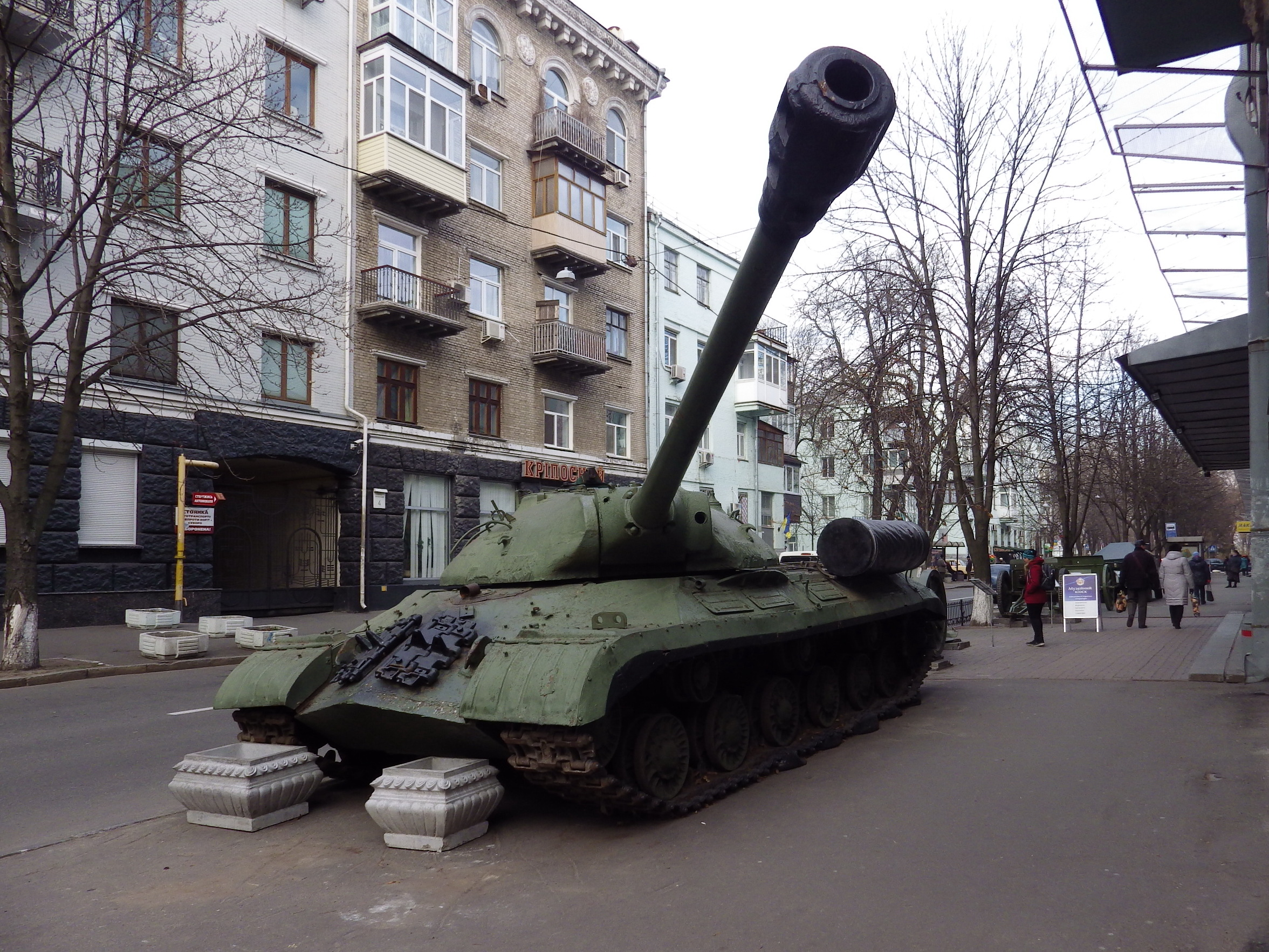
Танк, снятый с постамента в Константиновке Донецкой области. Перевезён в Киев на «временное хранение».

В ходе вооружённого конфликта на востоке Украины в 2014 году ИС-3, стоявший в виде памятника в Константиновке, был приведён в рабочее состояние и сведён с постамента. По сообщениям представителей вооружённых формирований ДНР, 30 июня 2014 года танк был успешно применён в бою под Ульяновкой. В июле оставленный вооружёнными формированиями ДНР танк был захвачен украинскими вооружёнными формированиями после занятия Константиновки. Сейчас находится в Киеве возле Национального военно-исторического музея

В 2014—2015 годах Московский монетный двор отчеканил серию жетонов посвящённых вооружённым формированиям Донбасса, один из них — с отчеканенной надписью «2 войны ИС-3» (две войны ИС-3) посвящён бою у села Ульяновка.

## Оценка машины
Несмотря на множество технических новшеств и явный прогресс, особенно в революционной схеме бронирования корпуса и башни по сравнению со своим «танком-предшественником» ИС-2, ИС-3 имел ряд недостатков, многие из которых были унаследованы от всё того же ИС-2. Уже в начале 1946 года была создана комиссия по анализу дефектов этого танка, которая выявила целый ряд проблем — выход из строя двигателя, ненадёжная работа коробки передач, проблемы элементов бронекорпуса в районе моторно-трансмиссионного отделения и так далее. Основной причиной столь многочисленных проблем можно считать тот факт, что ИС-3, проектировавшийся в ходе Великой Отечественной войны, оставался по сути «продукцией особого периода». Потребности фронта диктовали жёсткие временные рамки работ, поэтому детальную проработку проекта нового танка провести физически не успели. Многие технические решения, в том числе и не самые удачные, были в готовом виде заимствованы у ИС-2, а новые узлы зачастую не успевали окончательно «довести до ума».
В итоге, с учётом имеющихся недостатков, все танки ИС-3 были подвергнуты модернизации и переделкам по программе УКН (устранение конструктивных недостатков), однако танки так и не были доведены до необходимого уровня эксплуатационных требований. В середине 1946 года ИС-3 сняли с производства.

## Сохранившиеся экземпляры
В разных странах мира сохранилось достаточно большое количество танков ИС-3 в качестве музейных экспонатов или в виде памятников.
| Тип   | Бортовой номер | Местонахождение | Изображение |
| ----- | -------------- | --- | ----------- |
| ИС-3  | 290            | В Музее военной и автомобильной техники УГМК в г. Верхней Пышме Свердловской области, Россия                                                                                    |             |
| ИС-3М | 260            | На Комсомольской площади в г. Челябинске |             |
| ИС-3  | 112            | В Саду Победы в г. Челябинске |             |
| ИС-3  | 226            | В Музее Победы в г. Москве |             |
| ИС-3М | 130            | В Бронетанковом музее в Кубинке |             |
| ИС-3М | 045            | В Бронетанковом музее в Кубинке |             |
| ИС-3М | 111            | В Бронетанковом музее в Кубинке |             |
| ИС-3  | 127            | Перед штабом 5-й армии, Уссурийск |             |
| ИС-3  | 002            | Южно-Сахалинск |             |
| ИС-3  | 025            | Курск |             |
| ИС-3  | 926            | В музее-заповеднике «Малая земля», г. Новороссийск |             |
| ИС-3  |                | В парке Победы г. Тольятти |             |
| ИС-3  | 471            | Светлодарск (Донецкая область) |             |
| ИС-3  |                | г. Константиновка (Донецкая область) |             |
| ИС-3  | 169            | На въезде в посёлок Десна (Черниговская область) |             |
| ИС-3  |                | Танк ИС-3 в Краснодарском крае, г. Лабинск, площадь Победы |             |
| ИС-3  |                | В посёлке Репки (Черниговская область) |             |
| ИС-3  |                | В г. Новоград-Волынский (Житомирская область) |             |
| ИС-3  |                | Переяслав-Хмельницкий (Киевская область) |             |
| ИС-3  |                | Хабаровск, Военно-исторический музей Восточного (Дальневосточного) военного округа                                                                                              |             |
| ИС-3  |                | На выставочной площадке Музея отечественной военной истории, Подмосковье |             |
| ИС-3  | 122            | Возле воинской части в г. Алейск Алтайского края |             |
| ИС-3  |                | Танк ИС-3 в селе Александровское Ставропольского края установлен в честь воинов 44-й армии освобождавших Александровский район от фашистов в период Великой Отечественной войны |             |
| ИС-3  |                | В г. Малгобек (Ингушетия) |             |
| ИС-3  |                | В г. Новоград-Волынский (Житомирская область) |             |
| ИС-3  | 202            | В г. Благовещенск (Амурская область) |             |
| ИС-3  | 637            | В г. Приозерск (Ленинградская область) |             |
| ИС-3  |                | В г. Биробиджан (Еврейская Автономная область) |             |
| ИС-3  |                | Деревня Полунино (Тверская область) |             |
| ИС-3  | 70             | Музей Военная горка |             |

## Фотогалерея

Эмблема Танковых войск России
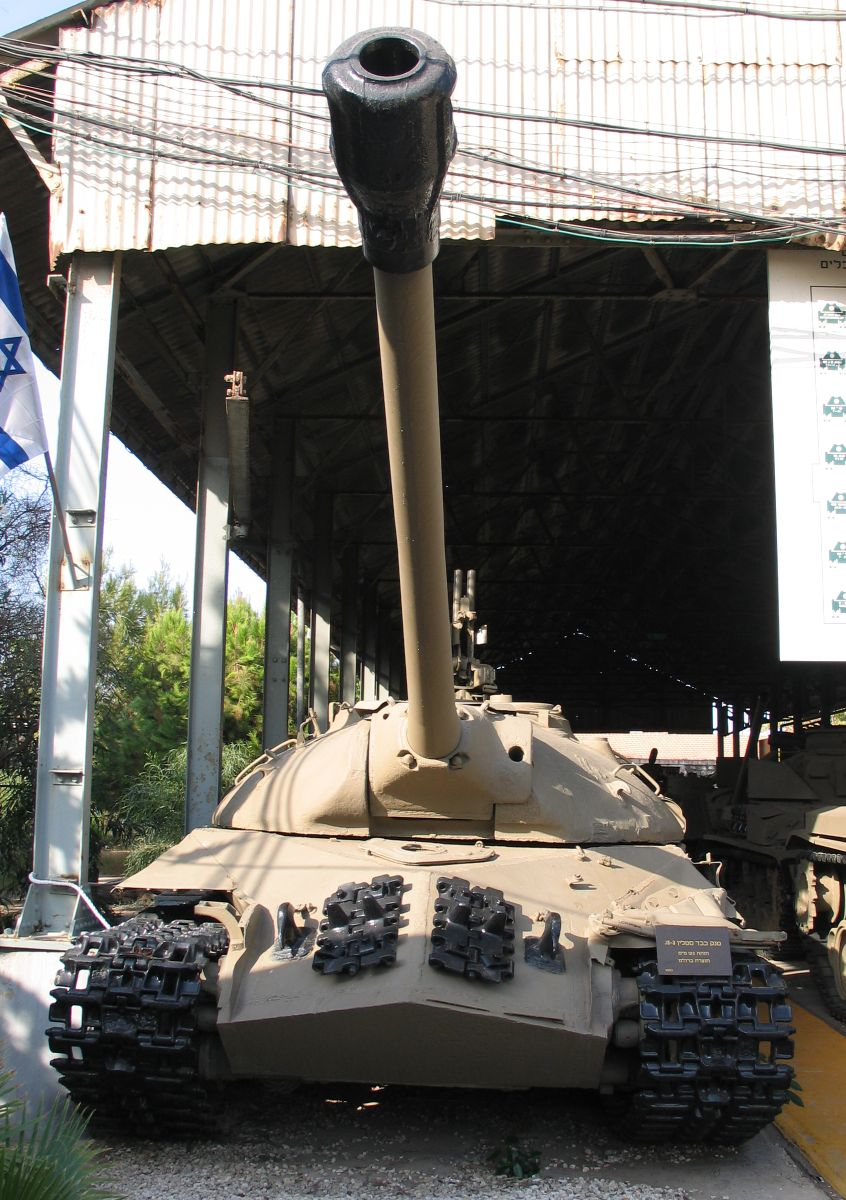
ИС-3 в музее Batey ha-Osef, Израиль
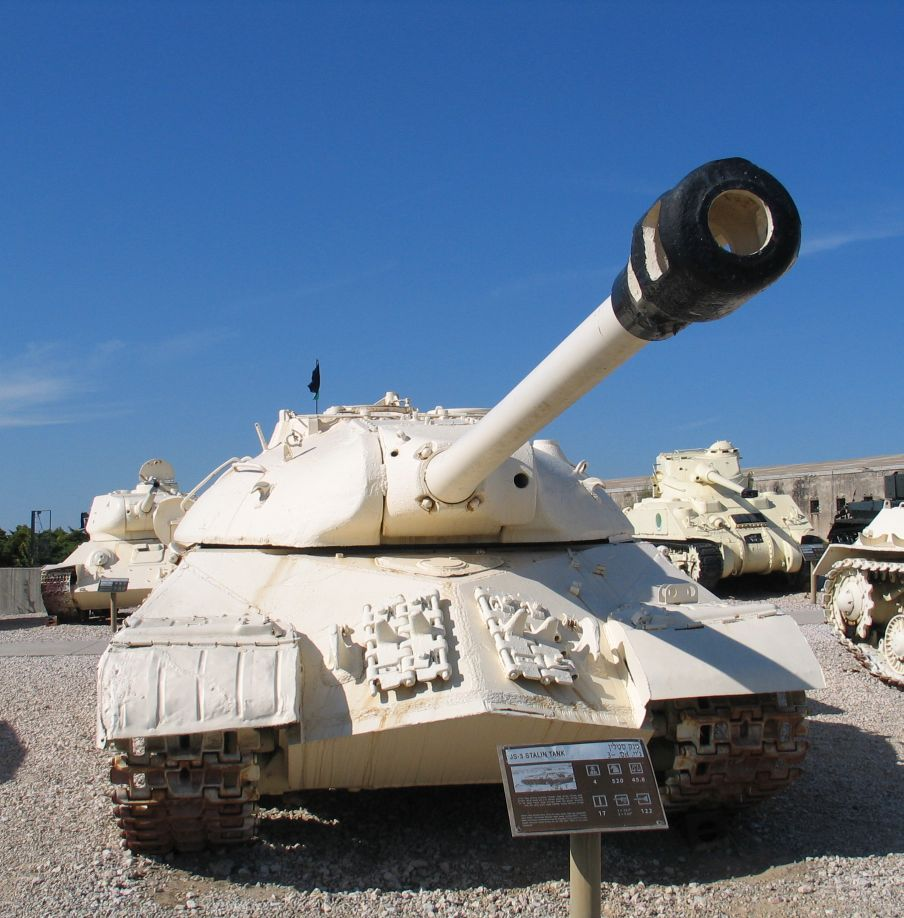
ИС-3 в музее Yad la-Shiryon, Израиль
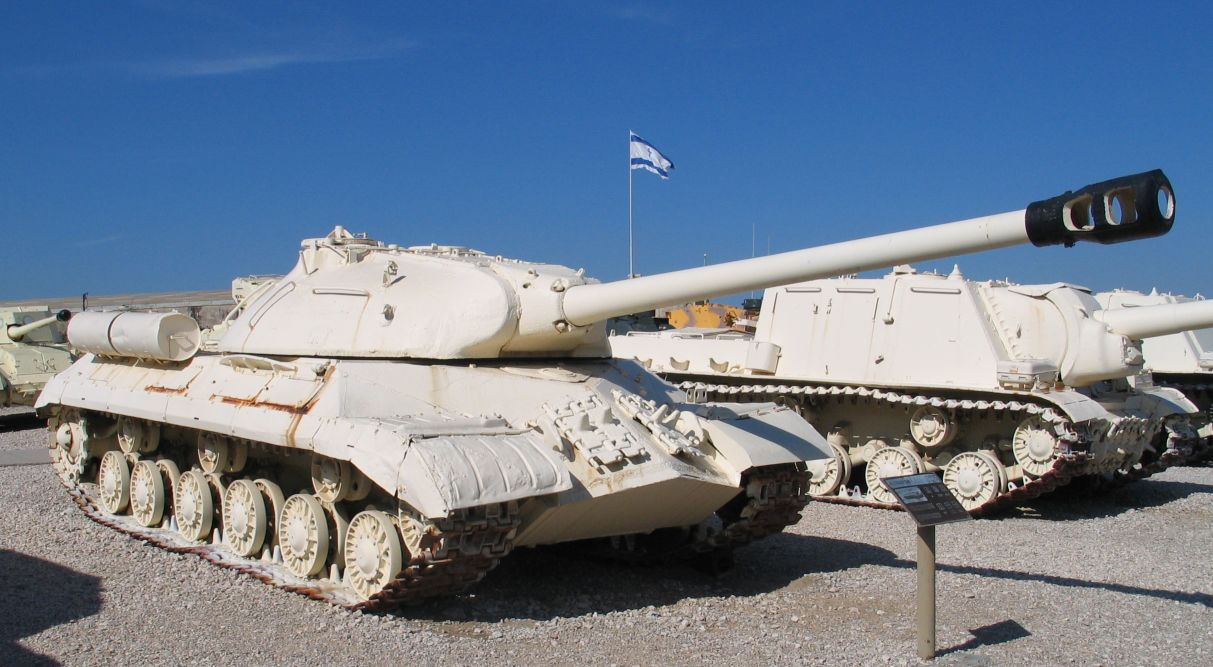
ИС-3 в музее Yad la-Shiryon, Израиль
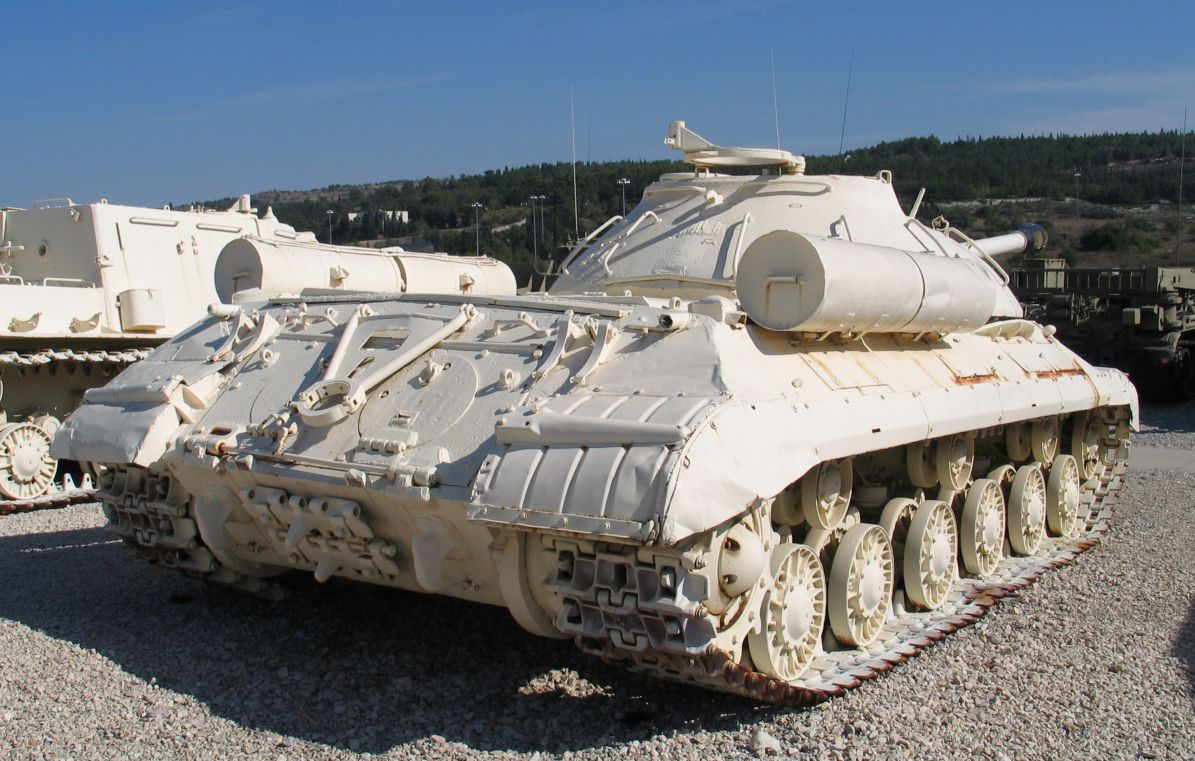
ИС-3 в музее Yad la-Shiryon, Израиль
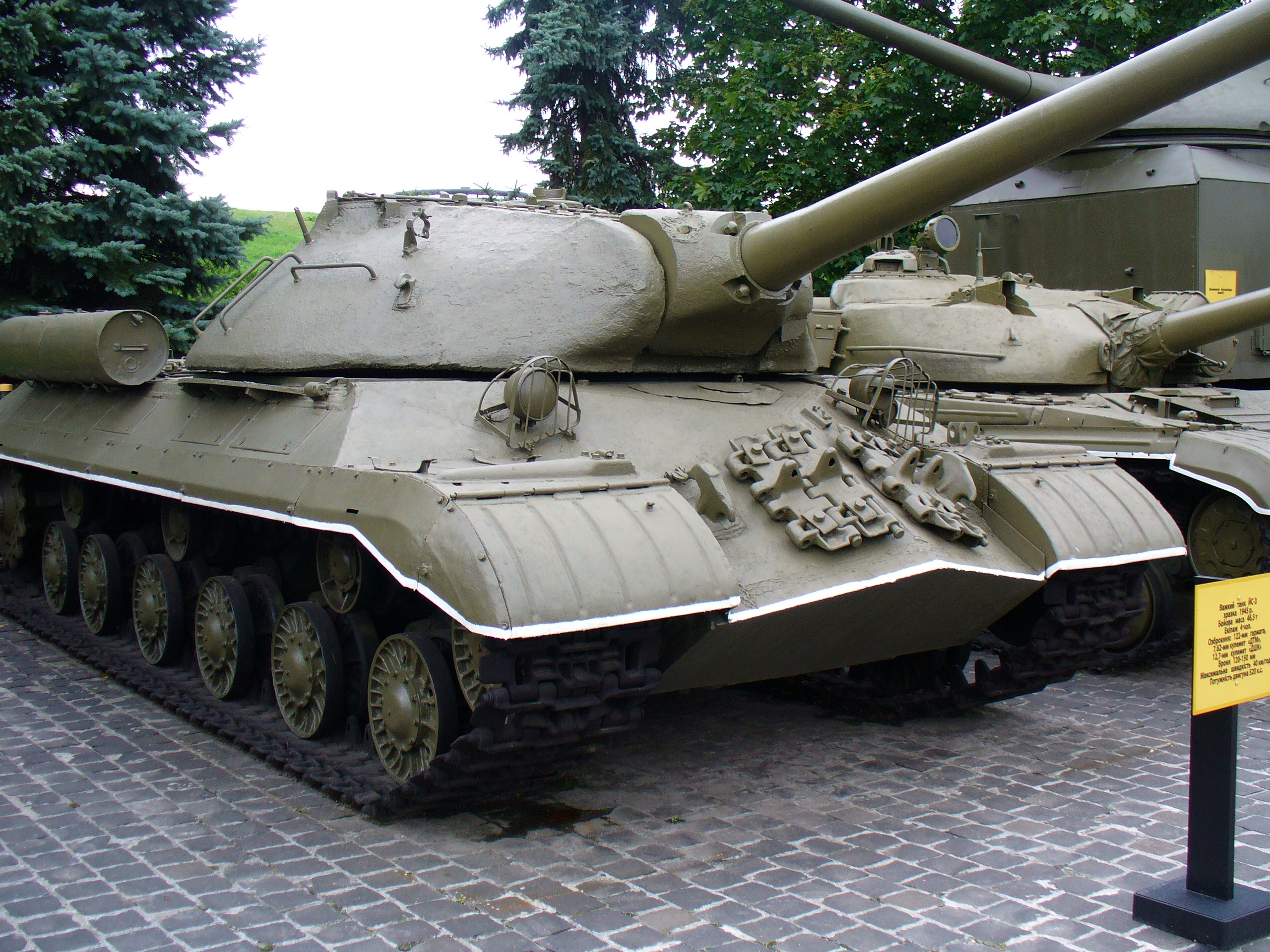
ИС-3 в Национальном музее истории Украины во Второй мировой войне, Киев
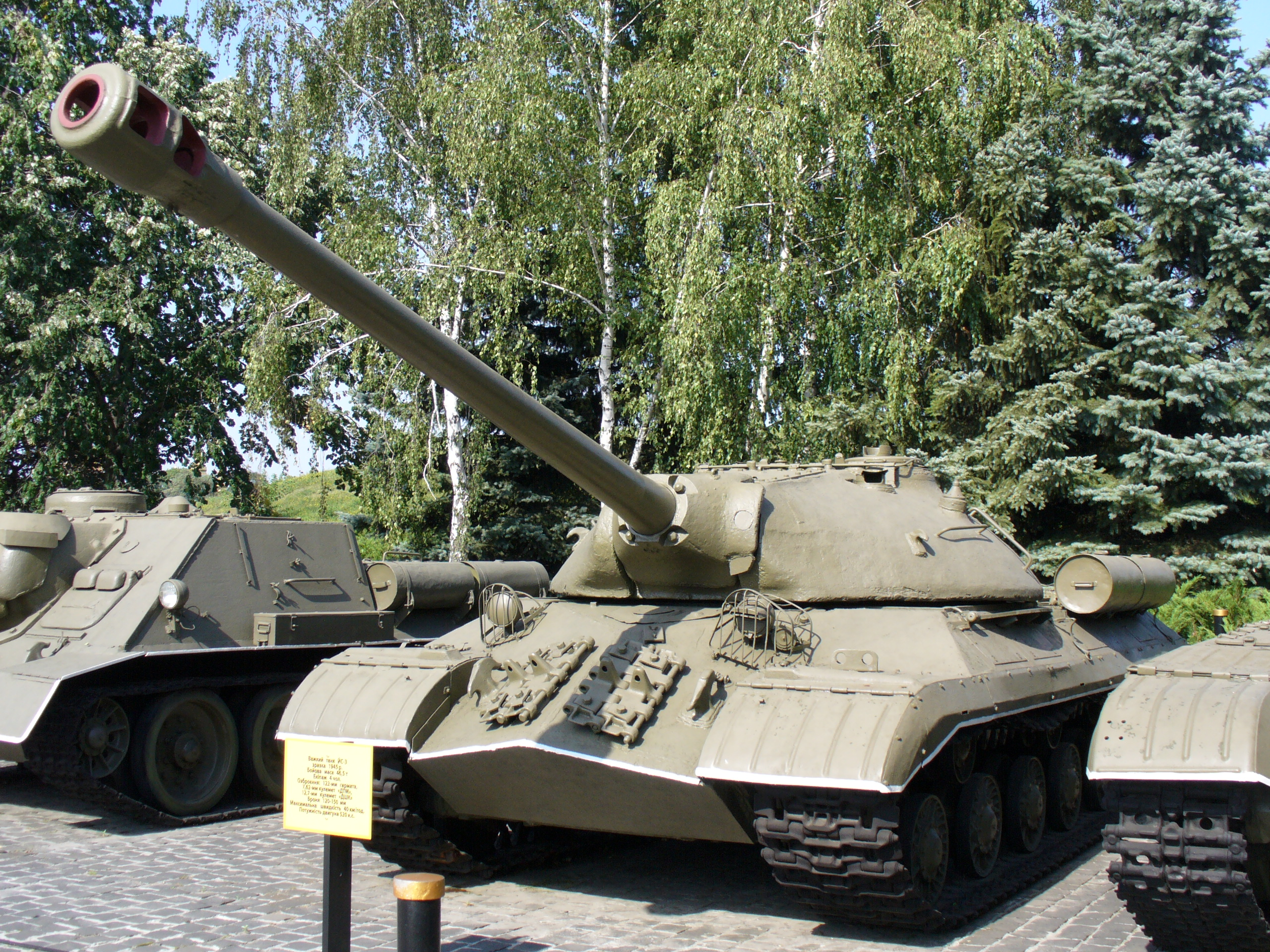
ИС-3 в Национальном музее истории Украины во Второй мировой войне, Киев
ИС-3 в Будапеште, 1956 год